# Oscar Wiberg
Oscar Anton Wiberg, född 4 juli 1886 i Ullångers socken, Västernorrlands län, död 16 februari 1965 i Hällestads församling, Linköpings stift, var en svensk direktör. Han var från 1916 överingenjör vid STAL i Finspång och blev 1926 direktör för Borggårds Bruk. Han invaldes 1931 som ledamot av Ingenjörsvetenskapsakademien.
Oscar Wiberg var son till snickarmästaren Olof Wiberg och Maria Kristina Sandström. Han utexaminerades från Tekniska elementarskolan i Härnösand 1907. Han blev konstruktör vid AB Ljungströms ångturbin i Stockholm 1908, deltog där med Birger och Fredrik Ljungström i utexperimenterandet av turbiner av Ljungströmtyp och ledde igångsättandet av bolagets turbintillverkning i Storbritannien och Frankrike 1913–1914. 1912 blev han ritkontroschef vid Svenska turbinfabriksaktiebolaget Ljungström (STAL) i Finspång, och från 1916 var han överingenjör där samt från 1926 även styrelseordförande och VD i Borggårds AB i Hällestads socken. Han företog 1922 en studieresa till USA. Wiberg kompletterade och förbättrade Ljungströmsturbinen genom en rad uppfinningar. Han tekniska skrifter behandlar huvudsakligen olika turbinfrågor. Han invaldes 1931 i Ingenjörsvetenskapsakademien, var guldmedalj han 1930 erhöll för sina ångtekniska konstruktioner. Som astronomiskt kunnig har Wiberg även bland annat studerat totala solförmörkelser under en egen expedition till Lappmarken 1927 och som deltagare i Stockholms observatoriums expedition till Västerboten 1945. På sin herrgård Borggård inrättade han 1949 ett välrustat privatobservatorium. Som intresserad av nationalekonomiska frågor utgav han Förutsättningar för en sund ekonomisk utveckling (1935). I Hällestads landskommun innehade han flera kommunala uppdrag, och var dessutom verksam inom idrotten, särskilt skididrotten.